# Paspalidium punctatum
Paspalidium punctatum là một loài thực vật có hoa trong họ Hòa thảo. Loài này được (Burm.) A.Camus mô tả khoa học đầu tiên năm 1922.